# کوری‌یاما توشی‌آکیرا

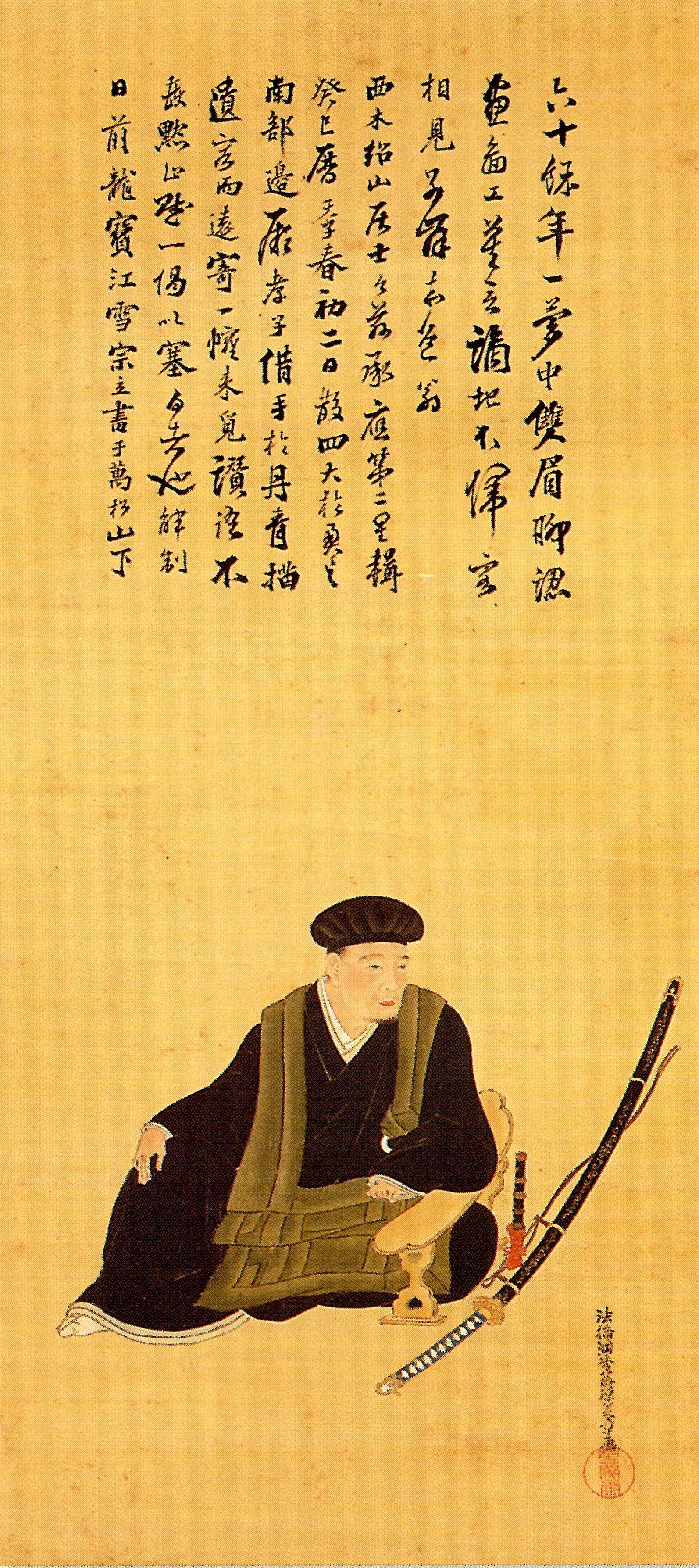
کورویاما توشی‌آکیرا

کوری‌یاما توشی‌آکیرا (به ژاپنی: 栗山 利章 くりやま としあきら)، کوری‌یاما دایزن، سامورایی از قلمرو فوکوئوکا از دوره آزوچی-مومویاما تا اوایل دوره ادو بود. او پسر کوری‌یاما توشی‌یاسو بود.